# Nogina
La nogina (NOG, del modismo del idioma inglés noggin, cabeza) es una proteína celular que funciona como antagonista de la proteína morfogénica ósea. Está asociada con el desarrollo de varios órganos corporales incluyendo el tejido nervioso, óseo y muscular. En humanos, la nogina es codificada por el gen NOG. Se nota una gran homología entre la secuencia de aminoácidos de la nogina humana con la de ratas, ratones y de las ranas acuáticas del género Xenopus. Sus funciones están asociadas al desarrollo de la cabeza embrionaria, de tal manera que cuando está presente en concentraciones elevadas produce en el embrión una cabeza de grandes proporciones.

## Función
La nogina modula la bioactividad de «morfogenes», que son señales que funcionan como factores de crecimiento y diferenciación celular implicados en el establecimiento de patrones específicos en la arquitectura de órganos y tejidos. Sus señales promota el desarrollo de patrones de orientación axial en los somitas del embrión. La nogina es producida en el notocordio del embrión donde regula las acciones de la proteína morfogénica ósea (BMP) durante el desarrollo animal. La ausencia de la BMP4 bajo la acción de la nogina produce patrones alineados de orientación del tubo neural y de los somitas de la placa neural del embrión en desarrollo. De manera que la presencia de la nogina es requerida para el correcto desarrollo del sistema nervioso central y esquelético.
Se ha demostrado que la nogina es esencial para el desarrollo del prosencéfalo. En vista de la cercana asociación de las proteínas BMP y su regulación por la nogina, se ha sugerido que además de su contribución en el desarrollo del hueso y en la fusión del tubo neruonal, la nogina en ratones está implicada, especialmente a nivel del hipocampo, en el desarrollo del aprendizaje y la cognición.

## Patología
En ratones en desarrollo embrionario donde la nogina y otra proteína llamada cordina están ausentes, el animal practimanete carece de cabeza. Es de interés que cuando estos ratones solo tienen ausente la nogina, solo se aprecian errores leves en el desarrollo de la cabeza del animal sugiriendo una contribución aditiva entre las dos proteínas.
Cuando se producen mutaciones con sentido erróneo a nivel del gen que codifica a la nogina se ve la aparición de deformidades tales como articulaciones fusionadas y síndromes como la sinostosis múltiple y el sinfalangismo proximal (SIM1). El embrión puede también crecer con extremidades cortas, ausencia de componentes óseos o aún con la ausencia total de algunas articulaciones.